# АСД1
АСД1 (автомотриса служебная дефектоскопная, тип 1) — российская автомотриса, выпускавшаяся в 1999 году на Пермском мотовозоремонтном заводе.

## Модификации
- АСД1М (модернизированная) — модификация с обновлённым компьютерным оборудованием.
- АСД1Ш — модификация с изменённой комплектацией.

## Галерея

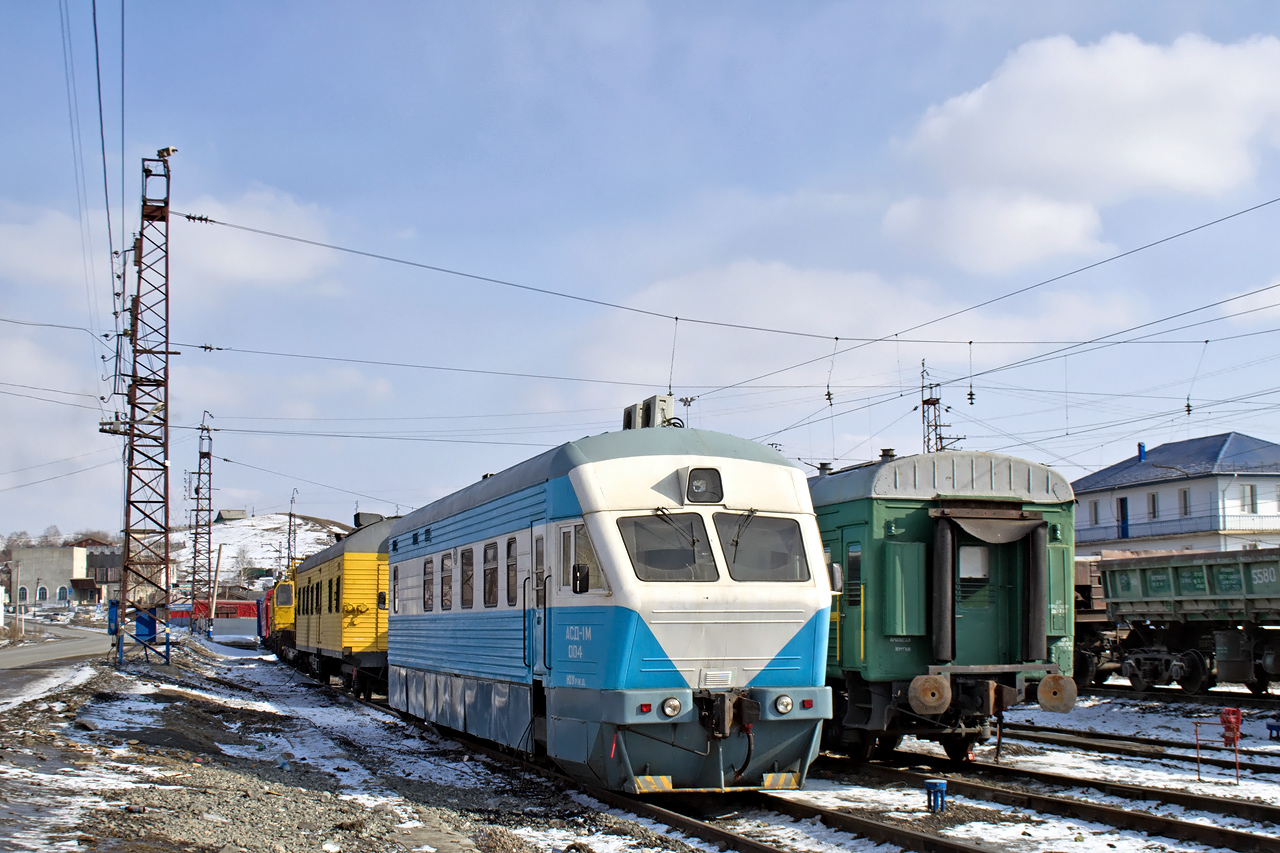
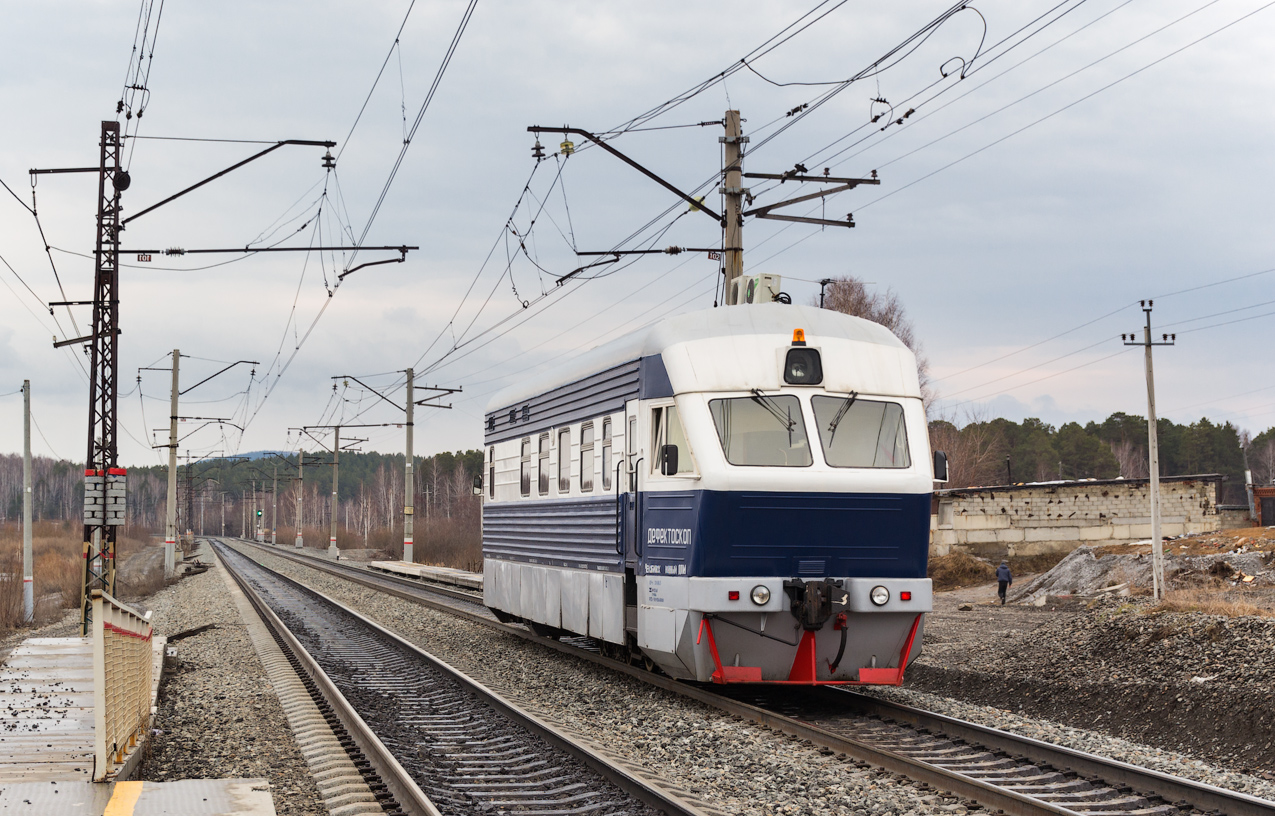